# 3r districte de París
El 3r districte és un dels vint districtes de París, França. Es troba a la Riba Dreta del Sena.
El 3r districte conté la part més septentrional i calmada del barri medieval de Le Marais (mentre que el 4t conté la part meridional, més disbauxada i que comprèn el barri gai de París). La casa privada més antiga de París, construïda el 1407, es troba a la rue de Montmorency del 3r districte.
Un barri xinès petit però que creix ràpidament, amb immigrants de Wenzhou (Xina), està centrat a la rue au Maire, a prop del Conservatoire National des Arts et Métiers, que es troba al priorat medieval de Saint-Martin-des-Champs.

## Geografia
Amb una àrea de 1,171 km², el 3r districte és el segon més petit de la ciutat.

## Demografia
El 3r districte va assolir la seva població màxima abans del 1861, malgrat que el districte va començar a existir en la seva forma actual a partir de la reorganització de París el 1860. A l'últim cens (1999), la població era de 34.248 habitants, i comptava amb 29.723 llocs de treball.

### Població històrica
| Any (dels censos francesos) | Població | Densitat (hab. per km²) |
| --------------------------- | -------- | ----------------------- |
| 1861 (població màxima)      | 99.116   | 84.642                  |
| 1872                        | 89.687   | 76,656                  |
| 1954                        | 65.312   | 55.822                  |
| 1962                        | 62.680   | 53.527                  |
| 1968                        | 56.252   | 48.038                  |
| 1975                        | 41.706   | 35.616                  |
| 1982                        | 36.094   | 30.823                  |
| 1990                        | 35.102   | 29.976                  |
| 1999                        | 34.248   | 29.247                  |

## Barris
Cadascun dels vint districtes de París se subdivideix en quatre barris (quartiers). Aquests són els quatre barris del 3r districte:
- Quartier des Arts-et-Métiers
- Quartier des Enfants-Rouges
- Quartier des Archives
- Quartier Sainte-Avoye

## Mapa

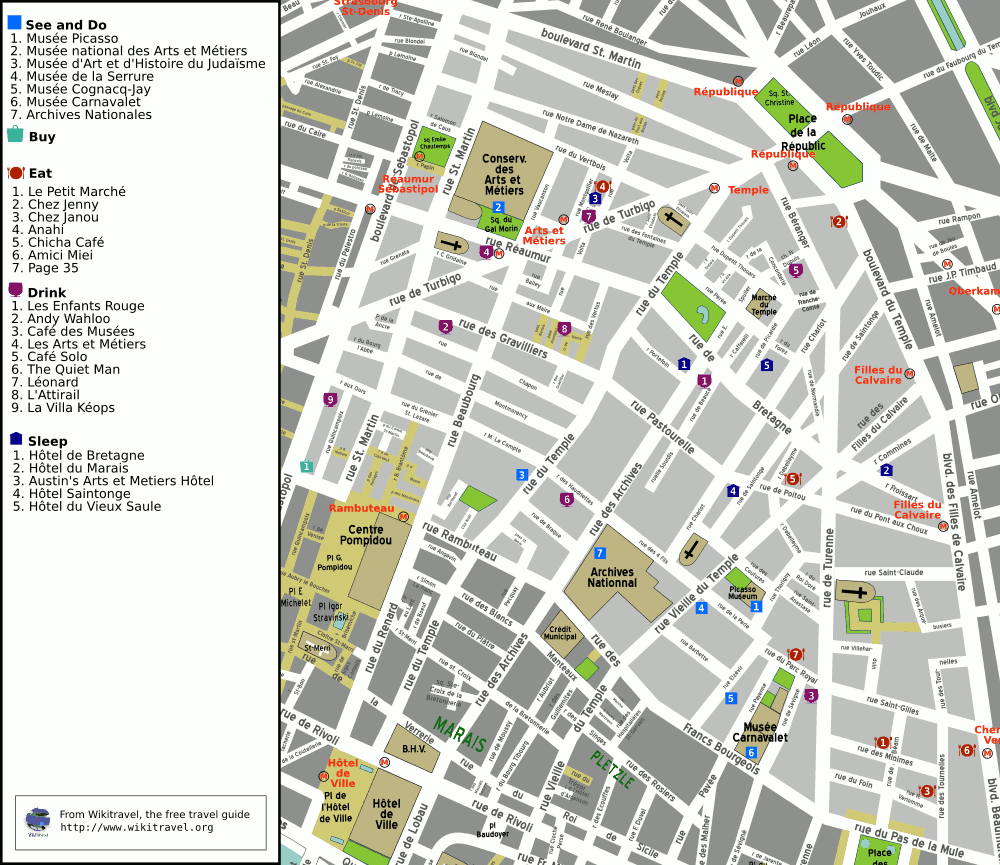
Mapa del 3r districte

## Llocs d'interès
- Le Marais (també al 4t districte)

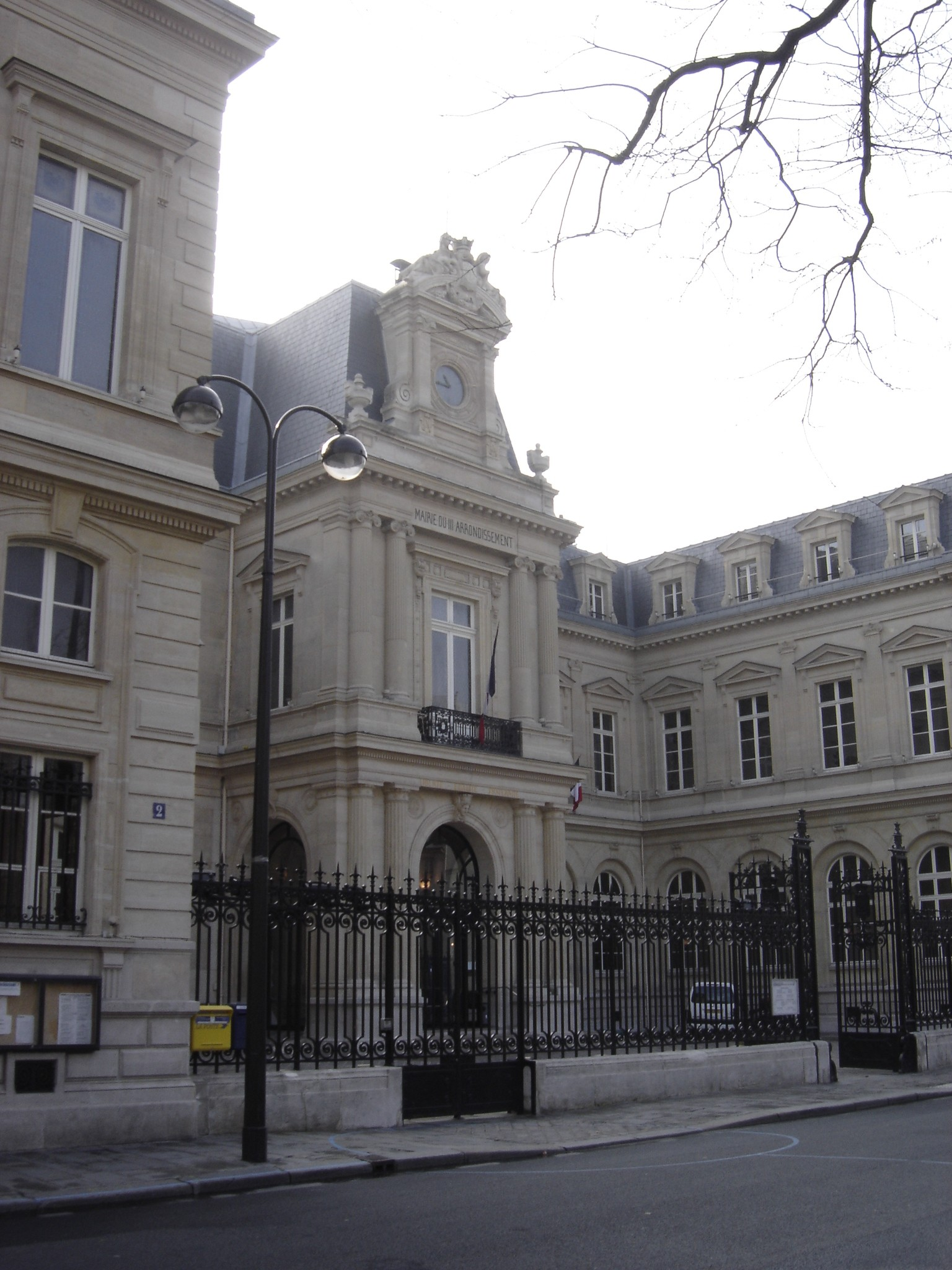
Mairie, 2 rue Eugène Spuller

- Conservatoire National des Arts et Métiers - campus principal
- Musée des Arts et Métiers
- Hôtel de Soubise
- Antiga fortalesa del Temple
- Museu Carnavalet